# Lorenzo Perosi
Lorenzo Perosi (født 21. december 1872 i Tortona ved Venedig, død 12. oktober 1956) var en italiensk komponist.
Perosi helligede sig til den gejstlige stand og blev abbed, men samtidig studerede han ivrig musik, dels i Milanos Konservatorium, dels under Haberl i Regensburg, og i 1897 debuterede den unge gejstlige i Milano med en oratorietrilogi: Markus Passion, Christi Forklarelse og Lazarus’ Opvækkelse og gjorde dermed en sådan opsigt, at han året efter kaldtes til dirigent for det Sixtinske Kapels kor i Rom. Hans oratorier opførtes endvidere i Paris og rundt om i Tyskland og Østrig, til dels under hans egen ledelse, således i Wien. Dommen om hans værker, hvori tilstræbes en fornyelse af gammel kirkestil (Palestrina, J.S. Bach) ved hjælp af moderne udtryksmidler (Wagner), er dog uden for Italien faldet mindre gunstig ud end i hans hjemland. Han har endvidere komponeret en række oratorier, et requiem, flere messer, nogle instrumentalværker og orgelværker. Sindssyge afbrød hans musikergerning; i 1923 tog han, efter sigende atter helbredt, ophold i London.
Som dirigent af det sixtinske kapelkor fik Perosi overtalt pave Leo 13. til ikke at tage flere kastratsangere ind. Perosi kaldte dem "abnorme mænd". Det var derfor overraskende, at netop Perosi holdt messen ved Alessandro Moreschis begravelse.